# Święto wszystkich
Święto wszystkich (hiszp. La fiesta de todos) – argentyński film dokumentalno-komediowy z 1979 roku w reżyserii Sergio Renána, przedstawiający historię mistrzostw świata w Argentynie w 1978 roku i zawierający wątki fikcyjne, w których wystąpili znani argentyńscy aktorzy.

## Opis fabuły
Fabuła filmu toczy się w trakcie mistrzostw świata w piłce nożnej w 1978 roku, rozgrywanych w Argentynie. Święto wszystkich dokumentuje zwycięstwa reprezentacji Argentyny, która triumfowała w turnieju, a jego tytuł nawiązuje do głównej idei filmu, według której turniej w 1978 roku był świętem wszystkich Argentyńczyków.

## Kontrowersje
Film jest często uznawany jako propagandowy obraz zjednoczonego kraju, którym w rzeczywistości nie był pod rządami junty Jorge Videli, prowadzącej tzw. brudną wojnę. Reżyser Sergio Renán twierdził po latach, że jego film nie był dziełem rządowej propagandy, a raczej rodzajem podziękowania dla trenera Menottiego i piłkarzy.

## Obsada
- Juan Carlos Calabró
- Mario Sánchez
- Ricardo Espalter
- Luis Landriscina
- Julio de Grazia
- Nélida Lobato
- Félix Luna
- Marta Lynch
- Roberto Maidana
- César Luis Menotti
- José María Muñoz
- Luis Sandrini
- Malvina Pastorino
- Gogó Andreu
- Aldo Barbero
- Elsa Berenguer
- Amalia Bernabé
- Rudy Chernicoff
- Alfonso De Grazia
- Graciela Dufau
- Ulises Dumont
- Alberto Irízar
- Susú Pecoraro
- Elena Sedova
- Silvina Rada
- Néstor Ibarra
- Enrique Macaya Márquez
- Ricardo Darín
- Roberto Ayala
- Héctor Drazer
- Diego Bonadeo
- Gustavo Carfagna
- Miguel Jordán
- Jorge de la Riestra
- Margarita Luro
- Jesús Pamplonas
- Atilio Regaló
- Tacholas
- Jorge Villalba
- Memé Vigo
- Marcos Woinski